# 삼성 갤럭시 S5
삼성 갤럭시 S5(Samsung GALAXY S5)는 삼성전자에서 제조, 판매하는 안드로이드 스마트폰으로, 갤럭시 S4의 후속 제품이다. 2014년 2월 24일 스페인 바르셀로나 MWC 2014에서 공개되어, 대한민국 모델은 2014년 3월 27일에 출시했으며, G900H/G900F 모델은 2014년 4월 11일에
, G901F 모델은 2014년 8월 20일에 출시했다. 삼성 최초 지문이
있는 휴대폰이다. 지문은 홈버튼을 아래로 슬라이드 하는 방식이다.

## 연혁
- 2014년 2월 24일 : MWC 2014에서 개최한 삼성 언팩 2014 에피소드1 행사에서 제품 공개[1][2]
- 2014년 2월 24일~27일 : 스페인 바르셀로나에서 열린 MWC 2014에서 제품 전시
- 2014년 3월 27일 : 대한민국 변종 모델 출시[3][4]
- 2014년 4월 11일 : G900H/G900F 모델 시[5]
- 2014년 5월 14일 : 세계 판매량 1100만 대 돌파[7]
- 2014년 6월 19일 : 대한민국에서 갤럭시 S5 광대역 LTE-A 모델 출시[8]
- 2014년 8월 20일 : G901F 모델 출시

## 외형 및 방수/방진
스피커와 마이크, 이어폰단자를 제외한 부분은 별도의 마개로 처리하였으며, 뒷면은 구멍이 뚫려있는 펀칭 패턴이 적용되었다.
방수/방진 수준에 대해서는 IP67 등급을 인증받았다 (먼지로부터 완벽하게 보호되며, 1m 이내의 수심에서 30분을 견딜 수 있다.).

## CPU
일반 LTE 모델 (SM-G900F를 포함한 국내 모델 및 미국 통신사 모델) 은 퀄컴의 스냅드래곤 801 프로세서를 탑재했으며, 광대역 LTE-A 모델 (SM-G906S/K/L)의 경우 퀄컴 스냅드래곤 805 프로세서를 탑재하였다.
국내에 출시되지 않은 3G와 GSM용 G900H 모델 혹은 그를 기반으로 하는 변종모델의 경우 big.LITTLE 기술이 적용된 삼성전자 엑시노스 5 옥타 (5422)가 사용되었다.
전작과는 달리 클러스터간 이동(Cluster Migration) 외에도 인커널 스위처 (In Kernel Switcher)와 다른 기종간 다중 처리(Heterogeneous Multi Processing)를 지원하여 상황에 따라 CPU를 1~8개까지 작동시킬수 있게 되어, big.LITTLE을 완벽하게 지원한다.

## 화면
1920x1080의 1080p 해상도의 풀 HD 슈퍼 AMOLED 디스플레이를 적용하였다.
전작인 갤럭시 S4 대비 발광소자의 사용수명과 색감, 선명도 등에서 개선이 이루어졌다.
SM-G901F, SM-G906S/K/L의 갤럭시 S5 광대역 LTE-A 기종의 경우 2560x1440의 QHD 해상도의 디스플레이를 적용하였다.

## 카메라
이미지 센서는 기존의 BSI CMOS 이미지 센서에서 아이소셀 CMOS 이미지 센서로 변경하였으며, 크기는 1/2.6"로 전작보다 커져서 전작들에 비해 빛을 더 많이 받아들일 수 있으며, 색감을 더 뚜렷하게 구분한다.
또한 자동 초점의 속도는 0.3초로 전작들보다 향상되었다.
일부 모델의 경우, 소니 IMX240 BSI CMOS 이미지탑재되었다.

## 지문 인식
홈버튼에 스와이프 방식의 지문 인식 센서가 내장되어 있으며, 이를 잠금화면 해제, 갤러리등의 사적인 애플리케이션의 보호, 결제등에 활용할 수 있다.

## 심장 박동 인식
뒷면의 플래시 옆에는 심박 센서가 장착되어있어, 심장 박동수를 측정 할 수 있다.

## 색상/에디션
-SM-G900S/K/L 쿠퍼 골드색상과 SM-G906S/K/L (갤럭시 S5 광대역 LTE-A)에 한하여 테두리가 금색으로 변경되었다.
- 차콜 블랙
- 시머리 화이트
- 일렉트릭 블루
- 쿠퍼 골드
- 스위트 핑크
- 글램 레드
- 크리스탈 에디션

## 운영 체제/소프트웨어

### 안드로이드 4.4 킷캣
2014년 3월 27일 갤럭시S5가 킷캣을 탑재해 국내에 출시되었다.
G900H/G900F 모델은 4.4.2 킷캣, G901F 모델은 4.4.4 킷캣을 탑재하여 출시하였다.

#### 특수 기능
- 다운로드 부스터 : 모바일 데이터와 와이파이 채널을 하나처럼 사용하여 다운로드 속도가 증가한다.

- 리치 톤 HDR 촬영모드 : 사진이나 동영상 촬영 시 HDR 기능을 실시간으로 적용해 어두운 실내나 역광상태에서도 풍부한 색감의 사진을 바로 촬영 할 수 있다.

(※ HDR (High Dynamic Range) : 풍부한 색감의 사진 촬영을 지원하는 기능)
- 셀렉티브 포커스 : 초점이 다른 2가지 사진을 촬영해 합성하는 방식으로, DSLR 카메라에서 볼 수 있는 촬영기법인 아웃포커싱을 소프트웨어적으로 지원하며, 피사체와 배경 중 어디에 초점을 맞출지 촬영 후에 선택해 원하는 사진을 꾸밀 수 있다.

- 그룹 플레이 : 그룹에 참여한 사용자들이 각자 촬영한 동영상을 그룹 생성자가 편집할 수 있는 ‘그룹 캠코더’ 기능이 추가되었다.

- 울트라 파워 세이빙 모드: 휴대전화 사용에 필요한 최소한의 서비스를 제외한 모든 서비스를 종료시키며, 흑백화면 및 최소밝기 조정을 통해 배터리 사용량을 획기적으로 줄여준다. (공식발표 자료 기준 10%에서 24시간 동안 대기가능)

- 심박수 측정 : 기기 뒷면에 탑재된 심박수 측정 센서로 심박수를 확인하거나 기록할 수 있다.

- 긴급 모드 : 위급한 상황에 사용할 수 있도록 손전등, 위급 상황 알람 등의 비상 상황 발생시 필요한 기능을 홈 화면에 배치하고 배터리 수명을 최적화함으로써 긴급 상황에 대비할 수 있도록 만들어준다.

- 도움 요청 메시지 : 긴급 상황에서 전원버튼을 3번 누르면 미리 설정한 연락처에 긴급 메시지가 전송되면 사용자의 위치와 함께 현장의 소리가 5초간 녹음되어 전송된다.

- Geo 뉴스 : 사용자의 위치 정보를 기반으로 황사, 건조, 대설과 같은 기상특보 및 지진, 낙뢰 등의 재해정보를 제공한다.

- 운동 코칭 : 삼성 기어 2, 삼성 기어 2 네오, 삼성 기어 핏을 연동하여 운동목표 및 운동계획에 맞춰 운동을 도와주는 개인 트레이너 기능이 탑재되었다.

### 안드로이드 5.0 롤리팝
2014년 12월 5일 갤럭시S5(SM-G900S/K/L) 모델에 대한 안드로이드 5.0 롤리팝 업데이트가 시행되었으며, 후속기종인 갤럭시S5 광대역 LTE-A(SM-G906S/K/L) 기종은 2015년 3월 9일 5.0.1로 업데이트되었다.

### 안드로이드 6.0.1 마시멜로
2016년 3월 21일 갤럭시S5(SM-G900S/K/L)에 대한 안드로이드 6.0.1 마시멜로가 업데이트되었으며 2016년 5월 17일 갤럭시S5 광대역 LTE-A(SM-G906S/K/L에 대한 안드로이드 6.0.1 마시멜로가 업데이트되었다.

## 특수 액세서리

### S 뷰 커버
전작인 갤럭시 S4의 S 뷰 커버에 비해 커버를 닫았을 때 표시되는 화면 영역을 넓혔으며, 전체적인 외형은 갤럭시 노트 3의 S 뷰 커버와 비슷하지만, 생활 방수 기능을 제공하며, 모서리 코팅을 통해 측면을 보호하도록 만들어졌다.
커버를 닫은 상태로 커버 전면에 위치한 스크린을 통해 수신 거절 메시지를 전송하거나, 알람, 이벤트, MMS/SMS를 미리볼 수 있으며, 카메라를 빨리 실행할 수 있는 퀵 카메라 기능을 제공한다.
색상은 블랙, 화이트, 로즈골드. 핑크, 그린의 5가지다.

### 플립 월렛
S 뷰 커버에서 전면의 스크린을 제거하여 만들어진 제품으로, S 뷰 기능 작동을 위한 스크린 대신 대신 카드를 수납할 수 있는 공간 만들어 출시한 제품이다.
S 뷰 커버와 동일하게 방수를 지원하여 모서리 코팅이 되어있으며. 제공 색상 역시 S 뷰 커버와 동일하다.
- 패션형 플립 월렛 : 모스키노와 디자이너 니콜라스 커크우드가 공동 제작한 플립 월렛으로 기본 플립 월렛과 달리 무늬가 있으며 색상은 2가지로 제공된다.

### 크리스탈 케이스
백커버를 스와로브스키의 크리스탈로 장식 한 것이다.
구매 및 상세정보 : http://store.samsung.com/sec/accessory/mobile/case-pouch/p/A5115699

### 삼성 기어
갤럭시 S5와 연동할 수 있는 삼성 기어 2, 기어 핏, 기어 2 네오를 함께 발표하였다.
이후, 갤럭시 노트 4의 발표와 함께 삼성 기어 VR과 기어 S도 지원한다.

## 변형 기종
| 모델 넘버 | 지역, 이동통신사 (Carrier) | 통신 방식 (대역) | 특징 |
| --------- | -------------------------- | --- | --- |
| G900M     | 라틴 아메리카              | | |
| G900I     | 타이완                     | | |
| G900X     | 타이완                     | | |
| G900A     | 미국 AT&T                  | | |
| G900V     | 미국 버라이즌              | | |
| G900T     | 미국 T-모바일              | | |
| G900P     | 미국 스프린트              | | |
| G9006V    | 중국 차이나 유니콤         | UMTS (WCDMA) LTE-TDD | |
| G9006W    | 중국 차이나 유니콤         | UMTS (WCDMA) LTE-TDD | 듀얼심 |
| G9008W    | 중국 차이나 모바일         | LTE-TDD & TD-SCDMA | 듀얼심 |
| G9008V    | 중국 차이나 모바일         | LTE-TDD | |
| G9009W    | 중국 차이나 텔레콤         | LTE-TDD CDMA | 듀얼심 |
| G9009D    | 중국 차이나 텔레콤         | | 듀얼심 |
| G906S     | 대한민국 SK텔레콤          | UMTS (WCDMA)/HSDPA/HSUPA/HSPA+ (1대역 2.1 GHz) LTE/LTE 어드밴스트 (Cat.6, 5대역 850 MHz/8대역 9대역/3대역 1.8//1대역 2.1/7대역 2.6 GHz) | 지상파 DMB 디스플레이 약 5.09" (12.92 cm) 쿼드 HD 슈퍼 AMOLED (AM OLED) RG-BG 펜타일 매트릭스 픽셀 구조 해상도 1,440 x 2,560 (1440p HD/쿼드 HD/2K, 화소 밀도 약 577.4 ppi) 16777216 (224(24 비트)) 색상 고릴라 글래스 3 |
| G906K     | 대한민국 KT                | UMTS (WCDMA)/HSDPA/HSUPA/HSPA+ (1대역 2.1 GHz) LTE/LTE 어드밴스트 (Cat.6, 5대역 850 MHz/8대역 9대역/3대역 1.8//1대역 2.1/7대역 2.6 GHz) | 지상파 DMB 디스플레이 약 5.09" (12.92 cm) 쿼드 HD 슈퍼 AMOLED (AM OLED) RG-BG 펜타일 매트릭스 픽셀 구조 해상도 1,440 x 2,560 (1440p HD/쿼드 HD/2K, 화소 밀도 약 577.4 ppi) 16777216 (224(24 비트)) 색상 고릴라 글래스 3 |
| G906L     | 대한민국 LG유플러스        | LTE/LTE 어드밴스트 (Cat.6, 5대역 850 MHz/8대역 9대역/3대역 1.8/1대역 2.1/7대역 2.6 GHz)                                                 | 지상파 DMB 디스플레이 약 5.09" (12.92 cm) 쿼드 HD 슈퍼 AMOLED (AM OLED) RG-BG 펜타일 매트릭스 픽셀 구조 해상도 1,440 x 2,560 (1440p HD/쿼드 HD/2K, 화소 밀도 약 577.4 ppi) 16777216 (224(24 비트)) 색상 고릴라 글래스 3 |

## 같이 보기
- lg x power
- 삼성 기어 2 네오
- 삼성 기어 핏
- 삼성 갤럭시 탭 S
- 삼성 갤럭시 알파
- 삼성 갤럭시 S5 미니
- 삼성 갤럭시 S5 액티브
- 삼성 갤럭시 노트 4